# Simon Skrabb
Simon Ivar Alexander Skrabb, född 19 januari 1995 i Jakobstad, Finland, är en finländsk fotbollsspelare som spelar för Kalmar FF. Han har tidigare spelat för klubbar såsom Åtvidabergs FF, IFK Norrköping och Brescia.
Skrabb, som gjort över femton landskamper för Finland, belönades år 2015 med priset för Årets mål i svensk fotboll på Fotbollsgalan.

## Klubbkarriär
Skrabbs moderklubb är FF Jaro och med dem debuterade han i Tipsligan redan som 16-åring 2011. I maj 2011 blev han den yngste spelaren någonsin att göra mål i en Tipsliga-match när han vid en ålder av 16 år, 3 månader och 23 dagar gjorde mål borta mot TPS Åbo.
Redan under första säsongen spelade Skrabb 25 matcher i högstaligan, varav 14 från start. Under 2012 blev det 28 matcher, varav 18 från start. Säsongen 2013 drabbades han av en fotskada och spelade då endast 9 matcher.
I januari 2014 lånades Skrabb ut till Åtvidabergs FF med köpoption och i december samma år stod det klart att lånet skulle förlängas över säsongen 2017. Men då Åtvidaberg degraderades till Superettan säsongen 2015 valde han att gå till Gefle IF där bland andra hans landsman Jens Portin, med samma moderklubb som Skrabb, spelade.
I december 2016 värvades Skrabb av IFK Norrköping där han skrev på ett fyraårskontrakt. Efter tre lyckade säsonger i Norrköping, med 14 mål och elva assist på 85 tävlingsmatcher, skrev han i januari 2020 på ett 3,5-årskontrakt med italienska serie A-klubben Brescia.
Efter skadeproblem våren 2021 och en senare starkt ökad konkurrens på grund av en mängd nyrekryterade spelare i storsatsande Brescia kom Skrabb och klubben i oktober 2021 överens om att bryta kontraktet. I januari 2022 återvände han istället till svensk fotboll via ett treårs-kontrakt med allsvenska Kalmar FF. Ett av de uttalade målen med flytten var, förutom speltid och en trygg social situation, att försöka återta en plats i det finska landslaget.

## Landslagskarriär
Under 2013 spelade Skrabb fyra matcher för Finlands U19-landslag. I mars 2014 debuterade han för Finlands U21-landslag när han byttes in efter en timmes spel i en EM-kvalmatch borta mot San Marino som slutade 0–0.
Skrabbs A-landslagsdebut kom via ett inhopp i matchminut 72 i en 0–3-förlust i en träningsmatch mot Sverige i Abu Dhabi 10 januari 2016. Han etablerade sig därpå i landslaget också i tävlingsmatcher och fick kontinuerlig speltid i det EM-kval som tog Finland till landets första EM-slutspel, sommaren 2020. Mästerskapet fick dock skjutas upp på grund av coronaviruspandemin och månader innan EM-start 2021 skadade Skrabb sitt knä så illa att EM-spel aldrig var nära.

### Webbkällor
- Simon Skrabb på Svenska Fotbollförbundets webbplats
- Simon Skrabb på Soccerway (engelska)
- Simon Skrabb på elitefootball